# Camporicco
Camporicco (Camporicch in dialetto milanese, AFI: [ˌkampuˈrik]) è una località di origini tardo-medievali sorta nei dintorni di Cassina de' Pecchi e oggi di fatto fusa con il resto del paese, di cui costituisce il settore sudoccidentale. La fusione del comune di Cassina de' Pecchi con quello di Camporicco avvenne con il dispaccio governativo del 17 gennaio 1841, mentre quello con Sant'Agata Martesana si verificò con il decreto ministeriale del 9 giugno 1870.

## Storia
Registrato agli atti del 1751 come comune autonomo in forma di villaggio rurale nel milanese, esso aveva 210 abitanti, mentre alla proclamazione del Regno d'Italia nel 1805 Camporicco risultava avere 172 residenti. Nel 1809 un regio decreto di Napoleone determinò la soppressione dell'autonomia municipale per annessione a Cassina de' Pecchi, a sua volta poi aggregata a Cernusco nel 1811, ma il Comune di Camporicco fu poi ripristinato con il ritorno degli austriaci nel 1816. Furono però poi proprio i governanti viennesi a tornare sui loro passi, decretando nel 1841 la perpetua unione fra Camporicco e Cassina de' Pecchi, da sempre parte di un'unica parrocchia.

## Monumenti e luoghi d'interesse

### Architetture religiose

#### Chiesa parrocchiale di Santa Maria Nascente
L'originario oratorio campestre di Camporicco, costruito nel 1388, dipendeva allora, come Cassina de' Pecchi, dalla parrocchia di Cernusco sul Naviglio. Nel 1572 san Carlo Borromeo concesse l'indipendenza a Camporicco e nel 1605 il cardinale Federico Borromeo dichiarò eretta a parrocchia quella chiesa, restaurata ed ampliata nel 1577.
La posa della prima pietra avvenne l'8 settembre 1388, come attesta la lapide tuttora conservata nel tempio, qualificata come cappella privata della nobile famiglia Corio, a cui erano correlati specifici legati di messa. In seguito sembra che i Corio non si siano interessati particolarmente a questa chiesa, mentre è ben noto il pesante influsso che ebbero su di essa i Serbelloni tra XVIII-XIX sec.
Natività di Maria rimase l'unica chiesa parrocchiale di Cassina de' Pecchi (fatta eccezione per S. Agata) fino al 1976, quando fu istituita la parrocchia S. Maria Ausiliatrice in via Cavour 6.
L'edificio attuale, di stile neoclassico, è stato realizzato nel 1815 e dispone di tre navate. Notevoli sono il battistero ligneo (XVII sec.), l'altare maggiore barocco (1766), il grande organo a canne ideato da Paolo Chiesa (1758-1837) e la tomba di G. B. Serbelloni (1781), ivi trasferita dal Castello Sforzesco di Milano. Contiguo alla chiesa è l'oratorio con campi sportivi inaugurato nel 1991, punto di riferimento anche per tanti movimenti e sede del Centro Culturale Camporicco (1999). Tra i parroci del XX secolo si ricordano:
- Don Ambrogio Verderio (1910-52). Contribuì alla Resistenza contro i nazisti nascondendo ebrei e partigiani e per questo fu elogiato dal card. Alfredo Ildefonso Schuster, arcivescovo ambrosiano. Costruì nel 1932 l'Asilo parrocchiale che ne porta il nome, con accanto l'attuale oratorio S. Domenico Savio.

- Don Vittorio Milani (1952-70). Rude missionario dal 1948 al 1951 in Birmania.

## Toponimo
Svariate e diverse sono le ipotesi sull'origine del nome di Camporicco. Una tra le più remote è riportata nel volume "Storia dei Comuni d'Italia" del 1934 e dice: "...pare che il nome del villaggio derivi da Campus Henrici, in base ad una carta dell'11 novembre 879, che contiene il testamento del grande arcivescovo Ansperto, nel quale questa località viene appunto definita Campus Henrici..."
Altra versione è quella che dà il nome ai proprietari del fondo, in ciò confortati dal parere autorevole di un erudito studioso di storia del Contado della Martesana, monsignor Luigi Ghezzi, che nel suo volume Cisnusculum del 1911 scrive in proposito "...merita pure menzione il Campo dei Corii o dei Coiri, ora Camporicco, già appartenente a Cernusco sia per parrocchia che per comune. Da Corium, voce latina, deriva questa antichissima e nobile famiglia e da tale famiglia viene il nome a Camporicco, Campus de Coyris o Coyricus".
Molto più poetica che attendibile risulta l'attribuzione del nome di Camporicco fatta risalire dalla credenza popolare ad una ricca vena aurifera scoperta anticamente nei paraggi della Cascina Malpaga: "Camporicco probabilmente venne così denominata per una vena d'oro scoperta nel territorio". Con queste parole il parroco Carlo Maria Oggioni, nativo di Sant'Agata, iniziava, nei primi dell'Ottocento, una breve cronistoria della parrocchia.
Egli si riferisce alla testimonianza del padre cappuccino Carlo Fedele Varisco, di Melzo, che avrebbe trovato tali notizie nel guardare la storia di Melzo e territorio adiacente, e fu padre Lepore, abate di Rho, che lo..."assicurò di aver egli stesso veduto uno scartozzo di sabbia d'oro con entro molte schegge della grandezza quasi di un quattrino, ritrovata nel fondo della Malpaga, che lo conservava il curato Bossi (1751 - 1764) nell'archivio parrocchiale, in occasione che fu qui per far le missioni". Gli è che quella vena d'oro non sarebbe bastata neppure ad arricchire gli stessi coltivatori del fondo, che perciò, disillusi, lo avrebbero denominato Malpaga.

## Società

### Tradizioni e folclore
- Festa patronale dell'8 settembre - Festeggiata molto sobriamente, è caratterizzata da un seguitissimo festival canoro e culmina in una silenziosa quanto suggestiva processione la domenica dopo l'8 settembre.
- Rosari di maggio - I fedeli recitano la corona del S. Rosario nelle strade, negli androni e nei cortili davanti alla statua pellegrina di Maria, onorata con fiori ed altari improvvisati.
- Partecipante al Palio delle Contrade di Cassina de' Pecchi dall'edizione del 1991, indossando il colore verde, ha ottenuto numerose vittorie. Al momento è prima per numero di edizioni vinte, sei, e l'unica contrada a vincere tre Palii consecutivamente (1991, 1992, 1993). Ha vinto l'edizione della rinascita, dopo 17 anni di assenza, nel 2012, per poi aggiungere al proprio palmares i successi nella quindicesima edizione del 2017 e in quella del 2019.